# Стоун Маунтин
33° 48′ 21.40″ N 84° 8′ 43.52″ W / 33.8059444° С; 84.1454222° З
Стоун Маунтин (енгл. Stone Mountain) је велика гранитна стена у Стоун Маунтину предграђу Атланте (Џорџија). Висока је 513 метара и 252 метара изнад непосредне околине. На северној падини постоји уклесан највећи барељеф на свету који приказује вође Конфедерације: Стоунвола Џексона, Роберта Лија и Џеферсона Дејвиса.
Стоун Маунтин је некада био у власништву браће Венејбл, првобитно коришћен као каменолом. Године 1958, на иницијативу гувернера Марвина Грифина, купила га је држава Џорџија за 1.125.000 долара. Године 1963, Вокер Хенкок је изабран да заврши резбарење и радове је почео следеће године. Резбарење је завршио Рој Фокнер 3. марта 1972. године.